# Lugar Nuevo de San Jerónimo
Lugar Nuevo de San Jerónimo (en valenciano, Llocnou de Sant Jeroni) es un municipio de la Comunidad Valenciana, España. Perteneciente a la provincia de Valencia y situado en la comarca de la Safor.

## Geografía

Localización en la comarca de la Safor

Situado en el valle del río Vernisa, entre las sierras de Marchuquera y Ador.
El término presenta dos partes bien diferenciadas. La mitad meridional es montañosa y lo ocupa la sierra de Ador (680 m.), perteneciente al sistema prebético y de naturaleza cretácea, orientada de suroeste a noreste. La mitad septentrional forma una suave inclinación que llega hasta el río Vernisa, que corre por el extremo norte. El suelo de esta segunda parte pertenece a los períodos cuaternario y terciario, con retazos de Burdigaliense, dominando las margas y arcillas rojas muy apropiadas para el desarrollo de la agricultura.
La población está edificada a la orilla derecha del río Vernisa, con calles rectas y paralelas, perpendiculares a una central, adquiriendo una suave pendiente desde las faldas de una loma hasta el río.
Desde Valencia se accede a esta localidad, por carretera, a través de la N-332, tomando luego la CV-680 para finalizar en la CV-60.

### Localidades limítrofes
El término municipal de Lugar Nuevo de San Jerónimo limita con los siguientes municipios:
Almiserat, Castellonet, Terrateig y Villalonga, todas ellas de la provincia de Valencia.

## Historia
Los restos de la Antigüedad que se conocen corresponden a la época romana. Se trata de tres fragmentos de lápidas con inscripciones latinas. Uno de ellos apareció en la partida de la Granja, donde se supone que hubo una villa rústica durante los primeros siglos de nuestra Era.
Este pueblo tuvo como antecesor el mudéjar "Rafalet de Bonamira", que perteneció, tras la conquista, al mismo Jaime I Conquistador, quien lo concedió a su hijo el infante Pedro (Pedro el Grande), pasando luego a otras manos, como a Ximén Pérez de Arenós, quien lo vendió a Arnau Saurina, del que pasó al duque de Gandía, el cual lo donó a los monjes de San Jerónimo de Cotalba en 1420. El 8 de diciembre de 1609, este monasterio fundó Lugar Nuevo de San Jerónimo en el término del antiguo Rafalet.

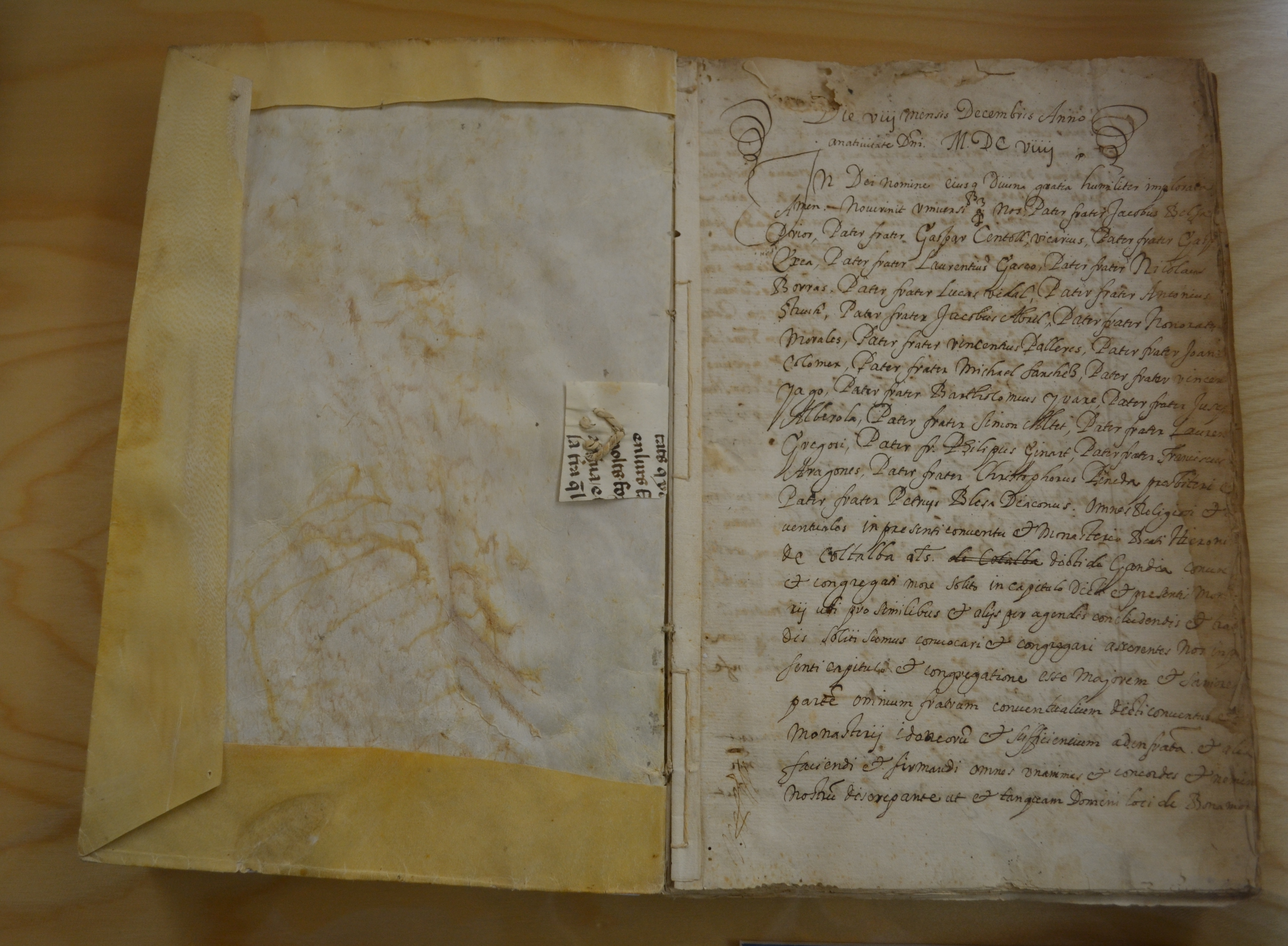
Carta puebla de Lugar Nuevo de San Jerónimo (1609).

La fundación de Lugar Nuevo de San Jerónimo consistió en el establecimiento de 15 nuevas casas para cristianos viejos (número mínimo fijado por la ley para establecer un señorío), mediante una capitulación con régimen enfitéutico. Aunque es el año 1609, esta fundación no está relacionada con la expulsión de los moriscos, ya que el Rafalet había sido desalojado de su población morisca un centenar de años antes. El antiguo "Rafalet" había quedado abandonado, ya que las nuevas casas se establecieron en otra ubicación del mismo término: a un lado y a otro del camino real (antigua calzada romana de Denia a Játiva). Este señorío pasó a llamarse "Lloc nou de Bonamira", "Lloc nou dels frares" y, finalmente, "Lloc nou de Sant Jeroni". Más tarde, desde mediados del siglo XIX se denominó "Lugar Nuevo de San Jerónimo". En 1984 recuperó su denominación original en valenciano: Llocnou de Sant Jeroni.
En 1794 tenía 30 casas (150 habitantes) y en 1897, 527 habitantes, aumento debido a la expansión de la vid en las últimas décadas del siglo XIX y a la incipiente introducción del naranjo.

### Heráldica municipal
El escudo de armas de Lugar Nuevo de San Jerónimo fue aprobado para su uso oficial por resolución del 6 de septiembre de 1994, del consejero de Administración Pública. Publicado en el DOGV núm. 2.366, del 14 de octubre de 1994.
En la primera partición, se representan las armas de Alfonso de Aragón el Viejo, primer duque de Gandía y fundador del Monasterio de San Jerónimo de Cotalba. Este monasterio, como se ha indicado, es el fundador de Lugar Nuevo de San Jerónimo el 8 de diciembre de 1609, y del cual ostenta su nombre. En la segunda partición, aparece el emblema heráldico de la orden de los Jerónimos. Tanto las armas ducales, como las de la orden de San Jerónimo, combinadas en este escudo, hacen referencia conjuntamente al Monasterio de San Jerónimo de Cotalba como fundador de Lugar Nuevo de San Jerónimo. El escudo municipal está basado, pues, en una heráldica usada, por separado, por el monasterio (escudo del duque/escudo de la orden).

## Demografía
Lugar Nuevo de San Jerónimo cuenta con una población de 586 habitantes (INE 2024).
| Gráfica de evolución demográfica de Lugar Nuevo de San Jerónimo entre 1842 y 2021                                   |
| |
| Población de derecho según los censos de población del INE Población de hecho según los censos de población del INE |

## Economía
Basada tradicionalmente en la agricultura. Los terrenos de cultivo de regadío son de naranjos y hortalizas y los de secano son de vid, olivar y el resto de almendros y algarrobos. Los terrenos sin cultivar están poblados de buenos pinares por coincidir con la umbría de la sierra de Ador.

## Administración y política
| Periodo   | Nombre                         | Partido                |
| --------- | ------------------------------ | ---------------------- |
| 1979-1983 | Federico Artés Martínez        | UCD                    |
| 1983-1987 | Juan Camarena Signes           | PSPV-PSOE              |
| 1987-1991 | Juan Camarena Signes           | PSPV-PSOE              |
| 1991-1995 | Juan Camarena Signes           | PSPV-PSOE              |
| 1995-1999 | Salvador Antonio Alarcó Belmar | Iniciativa Independent |
| 1999-2003 | Salvador Antonio Alarcó Belmar | BLOC                   |
| 2003-2007 | Salvador Antonio Alarcó Belmar | BNV-EU                 |
| 2007-2011 | Josep Climent                  | PSPV-PSOE              |
| 2011-2015 | Ricard Igualde García          | PSPV-PSOE              |

## Patrimonio
- Iglesia parroquial. La iglesia está dedicada a San Roque. El templo posee un cuadro de San Juan de Ribera, copia del de Vergara.

## Fiestas locales
Celebra sus fiestas patronales a San Jerónimo, La Virgen del Carmen, La Asunción y San Roque, del 12 al 16 de agosto.